# Starglider
Starglider é um jogo eletrônico em 3D de simulação de combate aéreo desenvolvido em 1986 pela Argonaut Software para os consoles Amiga, Atari ST, Amstrad CPC, Amstrad PCW, Apple II, MS-DOS, C64 e ZX Spectrum.
Starglider chamou a atenção na época por seu visual colorido em gráficos vetoriais wireframe (basicamente os objetos projetados no jogo possuíam arestas, ou seja, apenas linhas). Por isso, ele recebeu o título de jogo do ano em 1986 da revista britânica Crash e até uma sequência, Starglider 2, lançada em 1988.